# Winter (chanson des Rolling Stones)
 (février 2023).
La mise en forme du texte ne suit pas les recommandations de Wikipédia : il faut le « wikifier ».
Les points d'amélioration suivants sont les cas les plus fréquents :
- Les titres sont pré-formatés par le logiciel. Ils ne sont ni en capitales, ni en gras.
- Le texte ne doit pas être écrit en capitales (les noms de famille non plus), ni en gras, ni en italique, ni en « petit »…
- Le gras n'est utilisé que pour surligner le titre de l'article dans l'introduction, une seule fois.
- L'italique est rarement utilisé : mots en langue étrangère, titres d'œuvres, noms de bateaux, etc.
- Les citations ne sont pas en italique mais en corps de texte normal. Elles sont entourées par des guillemets français : « et ».
- Les listes à puces sont à éviter, des paragraphes rédigés étant largement préférés. Les tableaux sont à réserver à la présentation de données structurées (résultats, etc.).
- Les appels de note de bas de page (petits chiffres en exposant, introduits par l'outil «  Source ») sont à placer entre la fin de phrase et le point final[comme ça].
- Les liens internes (vers d'autres articles de Wikipédia) sont à choisir avec parcimonie. Créez des liens vers des articles approfondissant le sujet. Les termes génériques sans rapport avec le sujet sont à éviter, ainsi que les répétitions de liens vers un même terme.
- Les liens externes sont à placer uniquement dans une section « Liens externes », à la fin de l'article. Ces liens sont à choisir avec parcimonie suivant les règles définies. Si un lien sert de source à l'article, son insertion dans le texte est à faire par les notes de bas de page.
- La présentation des références doit suivre les conventions bibliographiques. Il est recommandé d'utiliser les modèles {{Ouvrage}}, {{Chapitre}}, {{Article}}, {{Lien web}} et/ou {{Bibliographie}}. Le mode d'édition visuel peut mettre en forme automatiquement les références.
- Insérer une infobox (cadre d'informations à droite) n'est pas obligatoire pour parachever la mise en page.

Pour une aide détaillée, merci de consulter Aide:Wikification.
Si vous pensez que ces points ont été résolus, vous pouvez retirer ce bandeau et améliorer la mise en forme d'un autre article.
Pistes de Goats Head Soup
Hide Your Love
(7) Can you Hear the Music?
(9)
Winter est une chanson du groupe de rock britannique The Rolling Stones parue le 31 août 1973 sur l'album Goats Head Soup.

## Historique et enregistrement
La chanson présente de nombreuses similitudes avec Moonlight Mile de leur album Sticky Fingers (1971). Bien que créditée au chanteur Mick Jagger et au guitariste Keith Richards, Winter est probablement l'œuvre de Mick Jagger et du guitariste principal des Rolling Stones à l'époque, Mick Taylor. C'est la première chanson enregistrée pour l'album et Keith Richards n'est pas présent dessus. Malgré sa contribution considérable à la chanson, Mick Taylor n'a jamais reçu de crédit officiel de Jagger ou de Richards.
L'enregistrement a commencé aux studios Dynamic Sound de Kingston en novembre et s'est poursuivi jusqu'en décembre 1972. Mick Jagger introduit la chanson avec une guitare rythmique et est soutenu par des arrangements de style country de Mick Taylor. Taylor joue également de la guitare slide. Nicky Hopkins contribue au piano qui accompagne la chanson, tandis que Bill Wyman et Charlie Watts jouent respectivement de la basse et de la batterie. Les arrangements de cordes ont été réalisés par Nicky Harrison.

## Réception
À propos de la chanson, Bill Janovitz a déclaré dans sa critique : « Ils étaient sous le soleil de la Jamaïque, et les Stones écrivaient et enregistraient une image totalement convaincante et évocatrice d'un hiver dans l'hémisphère nord. Peut-être étaient-ils si heureux d'échapper à la saison qu'ils ont senti que commencer les sessions avec Winter pourrait les faire sortir de l'ancien climat dans le nouveau. Bien qu'ils déplorent de nombreux points négatifs de la saison [dans les] paroles... Winter semble simultanément célébrer la saison hivernale comme quelque chose d'intrinsèquement beau, avec d'autres évocations de scènes de vacances et vouloir envelopper un manteau et garder un amant au chaud. »

## Postérité
Winter n'a jamais été joué en concert ni inclus dans les compilations ultérieures du groupe.
Cette chanson a été utilisée sur le dernier épisode de la dernière saison de la série Cold Case: Affaires classées (intitulé Comme deux sœurs) en 2010. En 2004, l'acteur britannique Bill Nighy désigne Winter comme sa chanson préférée dans l'émission de radio Desert Island Discs de la BBC.

## Personnel
Crédités:
- Mick Jagger: chant, guitare électrique
- Mick Taylor: guitare slide, guitare électrique
- Bill Wyman: basse
- Charlie Watts: batterie
- Nicky Hopkins: piano
- Nicky Harrison: arrangements cordes